# Andrew Prahlow
Andrew Prahlow   (Winter Park, 5 de març de 1988) és un compositor de bandes sonores per a videojocs, establert a Los Angeles. La seva música se centra en paisatges sonors emotius amb elements minimalistes de conjunt de cambra per a crear una sensació de nostàlgia familiar en l'oient.
És el compositor del videojoc d'acció i aventura Outer Wilds, que va estar nominat als BAFTA el 2022. També va fer la seva expansió, Outer Wilds: Echoes of the Eye.
La seva música està present en desenes de trailers com Star Wars episodi VII: El despertar de la força i The Martian. També ha fet música pel parc temàtic Epcot i la sèrie Westworld. Va començar la seva carrera com ajudant de composició en Avatar, la llegenda de la Korra i Kung Fu Panda: Llegendes increïbles.
El 2022, la seva partitura per Outer Wilds: Echoes of the Eye li va valer un premi GANG a la millor música per a un joc independent així com dues nominacions, a Millor tema principal i Assoliment creatiu i tècnic en música. La partitura també li va valer una nominació al premi Music+Sound a la millor composició original en jocs. El 2020, la seva partitura de Outer Wilds va ser nominada a dos premis GANG, Millor música per a un joc indie i Millor partitura interactiva.